# Fahrenheit (videogioco 1995)
Fahrenheit è un videogioco in full motion video sviluppato da Sega Studios e pubblicato da SEGA per Sega Mega CD e Sega 32X nel 1995. Entrambe le edizioni venivano vendute assieme (eccetto in Europa e Giappone, dove uscì solo la versione per Mega CD), le quali sono identiche in termini di gameplay ma la versione che richiedeva l'unione del 32X con il Mega CD vantava di una maggiore qualità video.

## Modalità di gioco
Fahrenheit è un gioco d'avventura in prima persona e tratta di un pompiere novizio che appartiene a una fittizia caserma di pompieri chiamata "Compagnia 13". Tra le scene introduttive, il giocatore entra nel primo di tre edifici in fiamme (una casa, un appartamento e una scuola di amministrazione) per salvare le vittime e scongiurare potenziali pericoli (esplosivi, kerosene, valvole del gas). Mentre il giocatore si muove attraverso ogni edificio, un menu appare sullo schermo, permettendo di muoversi nelle varie direzioni possibili. Il gioco è cronometrato, in modo tale che le decisioni vengano prese rapidamente, o il gioco sceglierà quest'ultime al posto del giocatore. Inoltre, il giocatore ha una limitata autonomia di ossigeno.
Il gioco ha tre livelli di difficoltà e un sistema di password.

## Problemi di compatibilità
Esiste un lieve problema di compatibilità con il primo modello del Mega CD. Il primo disco viene definito "disco chiave", deve essere caricato per primo se si vuole utilizzare la versione 32X. L'informazione del disco chiave si carica, e al giocatore viene chiesto di inserire il seguente disco. Ciò funziona solamente con il secondo modello del Mega CD. Il disco chiave venne introdotto come sorta di protezione DRM.